# Cecidomyia pennicornis
Cecidomyia pennicornis är en tvåvingeart som först beskrevs av Zetterstedt 1850.  Cecidomyia pennicornis ingår i släktet Cecidomyia och familjen svidknott.
Artens utbredningsområde är Sverige. Inga underarter finns listade i Catalogue of Life.